# 美國憲法第十修正案
《美利堅合眾国宪法》第十修正案（英語：Tenth Amendment to the United States Constitution）簡稱「第十修正案」（Amendment X），是权利法案的最后一条，它规定了美国各州拥有相对独立的自主权。第十修正案明確規定，聯邦政府僅限於《憲法》明文賦予的權力，最高法院宣佈這是不言而喻的。

## 内容
The powers not delegated to the United States by the Constitution, nor prohibited by it to the States, are reserved to the States respectively, or to the people.
译文：宪法未授予合众国、也未禁止各州行使的权力，由各州各自保留，或由人民保留。